# Gemeinderatswahl in Wien 1919
- SDAP: 100
- JNP: 3
- PSDČ: 8
- Demokraten: 2
- CS: 50
- DNL: 2

Die Gemeinderatswahl in Wien 1919 wurde am 4. Mai 1919 durchgeführt; erstmals galt das Allgemeine Wahlrecht für Wiener Frauen und Männer. Die Wahl wurde nach dem Verhältniswahlrecht durchgeführt.
Zuvor galt im westlichen Teilstaat der Österreichisch-Ungarischen Monarchie für den Reichsrat, der Abgeordnete aller Kronländer Cisleithaniens umfasste, zwar schon seit 1907 das allgemeine und gleiche Männerwahlrecht, die Landtage und Gemeinderäte wurden jedoch noch bis zum Ende der Monarchie 1918 nach dem Kurienwahlrecht gewählt.
Erstmals waren daher 1919 alle Wienerinnen und Wiener, die das 20. Lebensjahr erreicht hatten und über einen ordentlichen Wohnsitz in der Stadt verfügten, wahlberechtigt: am 16. Februar bei der Wahl der Konstituierenden Nationalversammlung Deutschösterreichs, Anfang Mai dann zum Gemeinderat.
Die Sozialdemokratische Arbeiterpartei (SDAP) erreichte dabei mit 54,2 % und 100 von 165 Mandaten die absolute Mehrheit. Den zweiten Platz belegte die Christlichsoziale Partei (CS), die 27,1 % und 50 Mandate erzielte. Dritte wurde die Partei der sozialistischen und demokratischen Tschechoslowaken (PSDČ) mit 8,4 % und acht Mandaten, gefolgt von zwei größeren deutschnationalen Listen mit zusammen 5,3 % und zwei Mandaten, den bürgerlichen Demokraten mit 2,6 % und zwei Mandaten sowie der zionistischen Jüdischnationalen Partei mit 1,9 % und drei Mandaten.
Der neu gewählte Gemeinderat wurde am 22. Mai 1919 in seiner Eröffnungssitzung angelobt. Die tschechischen Mandatare sprachen vor der deutschen Gelöbnisformel nicht protokollierte tschechische Worte, was zu Protesten des Vorsitzenden und des rechten Flügels führte. Die tschechischen Mandatare legten weiters Protest dagegen ein, dass das Gelöbnis das Versprechen enthielt, alles zu unterlassen, was den deutschen Charakter Wiens gefährden könnte. Und sie forderten für ihre Wählerschaft tschechische Kindergärten, Schulen und Spitalsärzte in Wien.
Der neue Gemeinderat wählte vorerst, wie die Gemeinderäte zuvor, auf Grund des seit 1900 geltenden Gemeindestatuts einen 30-köpfigen Stadtrat als Exekutivausschuss.
Mit Wirksamkeit vom 1. Juni 1920 wählte er in der Folge (das Gemeindestatut für Wien war unter dem Einfluss der 1919 gewählten Wiener Abgeordneten zum niederösterreichischen Landtag geändert worden; in ihm bestand bis 1920 eine Wiener und eine sozialdemokratische Mehrheit) einen aus zehn amtsführenden und drei nicht amtsführenden Stadträten bestehenden Stadtsenat, geleitet vom ersten sozialdemokratischen Bürgermeister Wiens, Jakob Reumann.
Seit 10. November 1920 (Wien wurde an diesem Tag von der neuen Bundesverfassung zum Bundesland erklärt) fungierte dieser Stadtsenat auch als Wiener Landesregierung. (Der Gemeinderat beschloss an diesem Tag als Wiener Landtag die Stadtverfassung, die am 18. November 1920 in Kraft trat.)

## Ergebnisse
Kundgemacht im Amtsblatt der Stadt Wien, Nr. 39, 14. Mai 1919, S. 1106 ff.
|                                                                                                   | Ergebnisse 1919                          | Ergebnisse 1919                          | Ergebnisse 1919                          |
| ------------------------------------------------------------------------------------------------- | ---------------------------------------- | ---------------------------------------- | ---------------------------------------- |
| Wahlberechtigte                                                                                   | 1,123.216 501.620 Männer, 621.596 Frauen | 1,123.216 501.620 Männer, 621.596 Frauen | 1,123.216 501.620 Männer, 621.596 Frauen |
| Abgegebene gültige Stimmen                                                                        | 679.728 (60,5 %)                         | 679.728 (60,5 %)                         | 679.728 (60,5 %)                         |
| Partei                                                                                            | Stimmen                                  | %                                        | Mandate                                  |
| Sozialdemokratische Partei (SDAP)                                                                 | 368.228                                  | 54,2 %                                   | 100                                      |
| Christlichsoziale Partei (CS)                                                                     | 183.937                                  | 27,1 %                                   | 50                                       |
| Partei der sozialistischen und demokratischen Tschechoslowaken (Tschechoslowakische Partei, PSDČ) | 57.380                                   | 8,4 %                                    | 8                                        |
| Nationaldemokratische Partei; Deutschnationale (deutschvölkische) Partei                          | 21.387 + 14.313                          | 5,3 %                                    | 2                                        |
| Vereinigte demokratische Partei                                                                   | 17.605                                   | 2,6 %                                    | 2                                        |
| Jüdischnationale Partei                                                                           | 13.075                                   | 1,9 %                                    | 3                                        |
| Partei der demokratischen Bürgerschaft im 1. Bezirk                                               | 1.477                                    | 0,2 %                                    | 0                                        |
| Deutschnational-antisemitische Partei                                                             | 1.255                                    | 0,2 %                                    | 0                                        |
| Wahlkomitee der demokratischen Bürger                                                             | 574                                      | 0,1 %                                    | 0                                        |
| Bürgerlichdemokratische Partei                                                                    | 493                                      | 0,1 %                                    | 0                                        |
| Deutschvölkische Freiheitspartei                                                                  | 4                                        | 0,0 %                                    | 0                                        |
| Gesamt                                                                                            | 679.728                                  | 100,0 %                                  | 165                                      |

(Die Prozentangaben wurden amtlich nicht verlautbart, sondern hier berechnet. Sie beziehen sich auf die Gesamtzahl der abgegebenen gültigen Stimmen und wurden auf Zehntelprozent gerundet. Die amtliche Verlautbarung enthielt keine Angaben über die Anzahl abgegebener, aber ungültiger Stimmen.)